# Шалврен
Шалврен (фр. Chalvraines) насеље је и општина у североисточној Француској у региону Шампањ-Арден, у департману Горња Марна која припада префектури Шомон.
По подацима из 2011. године у општини је живело 204 становника, а густина насељености је износила 7,74 становника/km². Општина се простире на површини од 26,35 km². Налази се на средњој надморској висини од 386 метара.

## Демографија
| 1962. | 1968. | 1975. | 1982. | 1990. | 1999. | 2011. |
| ----- | ----- | ----- | ----- | ----- | ----- | ----- |
| 299   | 314   | 291   | 282   | 258   | 228   | 204   |

График промене броја становника у току последњих година